# Васильевский (Волгоградская область)
Васильевский — хутор в Котельниковском районе Волгоградской области России. Входит в состав Семиченского сельского поселения.

## История
По состоянию на 1936 год в составе Семичинского сельсовета Котельниковского района Сталинградской области. С 1953 по 1958 годы хутор входил в состав Наголинского сельсовета. С 1958 года в составе Семичинского сельсовета.

## География
Хутор находится в южной части Волгоградской области, вблизи административной границы с Ростовской областью, в степной зоне, на расстоянии примерно 17 километров (по прямой) к юго-западу от города Котельниково, административного центра района. Абсолютная высота — 108 метров над уровнем моря.

Климат умеренный, континентальный, засушливый, с жарким летом и относительно холодной и малоснежной зимой (согласно классификации климатов Кёппена — Dfa).
Часовой пояс
Васильевский, как и вся Волгоградская область, находится в часовой зоне МСК (московское время). Смещение применяемого времени относительно UTC составляет +3:00.

## Население
| 2010 |
| ---- |
| 28   |

Гендерный состав
По данным Всероссийской переписи населения 2010 года в гендерной структуре населения мужчины составляли 67,9 %, женщины — соответственно 32,1 %.
Национальный состав
Согласно результатам переписи 2002 года, в национальной структуре населения даргинцы составляли 32 %, чеченцы — 31 %, русские — 29 %.

## Улицы
Уличная сеть хутора состоит из одной улицы (ул. Полевая).